# The Great Atlantic and Pacific Tea Company
The Great Atlantic and Pacific Tea Company (рус. «Зе Грейт Этлэнтик энд Пэсифик Ти Кампэни», сокр. A&P; с англ. — «Великая Атлантическая и Тихоокеанская Чайная Компания») — американская сеть супермаркетов, старейшая сеть супермаркетов в мире. Штаб-квартира находится в Монтвейле, в штате Нью-Джерси.

## История
Основана в 1859 году с магазинчика колониальных товаров в Нью-Йорке. В 1876 году у компании было уже 67 магазинов, в которых продавались не только чай и кофе, но и продукты. A&P — самая старая розничная сеть в мире.
Накануне Великой депрессии компании принадлежало 15 418 магазинов; к 1949 году число магазинов снизилось до 4682, а годовой оборот составил $2,9 млрд.
В декабре 2010 года компания, не выдержав жёсткой конкуренции на розничном рынке, объявила о своём банкротстве.

## Собственники и руководство
Контроль над компанией принадлежит Tengelmann Group (с 1979 года). Председатель совета директоров A&P — Кристиан В. Е. Хауб. Президент — Эрик Клаус.

## Деятельность
В сеть компании входят 407 супермаркетов, все из которых расположены на территории США. Помимо основного бренда — A&P, у компании имеются магазины, работающие под марками Food Basics, The Food Emporium, Super Fresh, Waldbaum’s.
Общая численность персонала — 42,9 тыс. человек. Совокупная выручка по данным Hoover’s в 2005 году составила $8 млрд.